# 금곡초등학교 (경남)
금곡초등학교는 대한민국 경상남도 진주시 금곡면 두문리에 있는 공립 초등학교이다.

## 학교 연혁
- 1923년 9월 10일 금곡공립보통학교 개교
- 1938년 4월 1일 금곡공립심상소학교로 개칭
- 1941년 4월 1일 금곡공립국민학교로 개칭
- 1948년 6월 20일 두문국민학교 분립
- 1949년 12월 15일 검암국민학교 분립
- 1986년 3월 3일 병설유치원 개원
- 1991년 3월 1일 검암분교장 편입
- 1996년 3월 1일 금곡초등학교 개칭
- 1997년 9월 1일 검암분교장 통폐합
- 2009년 3월 1일 금곡·두문초등학교 통·폐합. 두문초등학교 위치로 이전
- 2010년 2월 12일 다목적 강당 및 급식소 개관
- 2011년 10월 20일 글벗누리 도서관 개관
- 2014년 2월 17일 초등돌봄교실 증축
- 2016년 8월 16일 안전한 과학실험실 환경개선 사업
- 2018년 2월 13일 제93회 졸업(졸업생 6명, 누계 4084명)
- 2018년 3월 1일 제29대 강동숙 교장 부임

## 참고 자료
- 금곡초등학교 - 한국교육학술정보원 학교알리미